# مارتين ماكوتشون
مارتين ماكوتشون (بالإنجليزية: Martine McCutcheon )‏ (و. 1976  م) هي مغنية، وممثلة مسرحية، وممثلة أفلام بريطانية، ولدت في حي هكني في لندن، بدأت مشوارها المهني سنة 1988.

## بدايتها
مارتين كيمبرلي ولدت شيري بونتينج  في 14 مايو 1976 في جيش الخلاص مستشفى الأمهات في حي هكني في لندن  إلى جيني بونتينج وتوماس «كيث» همينجز.  أثناء علاقتها مع كيث، تعرضت جيني للعنف المنزلي، والذي استمر لسنوات عديدة بعد ذلك انفصالهما.  بعد واحدة من العديد من الحوادث التي حاول فيها قتل كل من جيني ومارتين، تم القبض عليه واتهم لاحقًا وتم حبسه لمدة ستة أشهر.  التقت جيني بعد ذلك بجون ماكوتشين، الذي تزوجته لاحقًا.   عندما كانت مارتين في التاسعة من عمرها، اتصل كيث بجيني وطلب الوصول إليها. رفض جيني، مما دفعه إلى السعي للحصول على حضانة مارتين من خلال المحاكم. في النهاية فقد القضية، وحُرم من الوصول إلى مارتين حتى بلغت 18 عامًا وقيل له إنه لا يمكنه التقدم بطلب للحصول عليها مرة أخرى بسبب سلوكه السابق.  بعد فترة وجيزة، تم تغيير لقبها إلى زوج والدتها، ماكوتشون.  عندما كانت مارتين في السادسة عشرة من عمرها، أنجبت والدتها شقيقها غير الشقيق، لورنس "LJ".  طلق جيني وجون في النهاية وتزوجت من آلان توملين في عام 2000.  

## التعليم
تعلمت في أكاديمية إيطاليا كونتي للفنون المسرحية ‏.

## جوائز
حصلت على جوائز منها:
- 9th Empire Awards [الإنجليزية]‏ (2004)
- جائزة لورنس أوليفيه.

## وصلات خارجية
- مارتين ماكوتشون على موقع IMDb (الإنجليزية)
- مارتين ماكوتشون على موقع ألو سيني (الفرنسية)
- مارتين ماكوتشون على موقع ميوزك برينز (الإنجليزية)
- مارتين ماكوتشون على موقع أول موفي (الإنجليزية)
- مارتين ماكوتشون على موقع قاعدة بيانات الأفلام السويدية (السويدية)
- مارتين ماكوتشون على موقع أول ميوزيك (الإنجليزية)
- مارتين ماكوتشون على موقع ديسكوغز (الإنجليزية)
- مارتين ماكوتشون على موقع قاعدة بيانات الفيلم (الإنجليزية)
- مارتين ماكوتشون على موقع كينوبويسك (الروسية)